# Plectorhinchus polytaenia
Plectorhinchus polytaenia és una espècie de peix de la família dels hemúlids i de l'ordre dels perciformes.

## Morfologia
Els mascles poden assolir els 50 cm de longitud total.

## Distribució geogràfica
Es troba a la costa oest de l'Índia, i des de les Filipines i Indonèsia fins a Papua Nova Guinea i el nord d'Austràlia.